# Uliczny wojownik (film 1974)
Uliczny wojownik (jap. 激突！殺人拳 Gekitotsu! Satsujin ken) – film kung-fu wyprodukowany przez Toei Company Ltd w 1974 roku. W Stanach Zjednoczonych był dystrybuowany przez New Line Cinema. Był to jeden z pierwszych komercyjnych sukcesów tej firmy. Film jako pierwszy otrzymał rating X w USA ze względu na wyjątkową brutalność niektórych scen.
Powstały dwie kontynuacje – Return of The Street Fighter i The Street Fighter's Last Revenge. Główną rolę, płatnego zabójcy Takuma Tsurugi, gra w nim Sonny Chiba.
W 1993 roku film przeżył renesans swojej popularności ze względu na scenę z filmu Prawdziwy romans w reżyserii Tony'ego Scotta ze scenariuszem Quentina Tarantino. Para głównych bohaterów ogląda maraton filmów z Sonnym Chibą.

## Zdjęcia
Zdjęcia realizowane były na terenie Chin (Hongkong) i Japonii (Tokio).